# یاشار گولر
یاشار گولر (انگلیسی: Yaşar Güler؛ زادهٔ ۱۸ سپتامبر ۱۹۵۴) ارتشبد نیروی زمینی ترکیه است، که هم‌اکنون به‌عنوان وزیر دفاع ملی ترکیه فعالیت می‌کند.
وی فعالیت نظامی را از سال ۱۹۷۴ در نیروی زمینی ترکیه آغاز کرد. گولر از ۲۰۱۶ تا ۲۰۱۷ فرماندهی ژاندارمری ترکیه را برعهده داشت، از ۲۰۱۷ تا ۲۰۱۸ فرمانده نیروی زمینی ترکیه بود و در فاصله سال‌های ۲۰۱۸ تا ۲۰۲۳ به‌عنوان رئیس ستاد کل نیروهای مسلح ترکیه فعالیت می‌کرد.